# Vaderland (Schiff, 1900)
Die Vaderland war ein 1900 in Dienst gestellter Ozeandampfer der International Navigation Company, der im Dienst der Red Star Line im transatlantischen Passagierverkehr von Belgien und Großbritannien nach New York eingesetzt wurde. Das Schiff diente im Ersten Weltkrieg unter dem Namen Southland als britischer Truppentransporter, bis es am 4. Juni 1917 vor der Küste Nordirlands von einem deutschen U-Boot versenkt wurde.

## Das Schiff
Im Juli 1899 gab die International Navigation Company bekannt, dass sie vier neue Dampfschiffe in Auftrag gab. Zwei davon, die 11.899 BRT große Vaderland und ihr identisches Schwesterschiff Zeeland, wurden bei der Werft John Brown & Company in Clydebank bei Glasgow (Schottland) gebaut, die beiden anderen, die Kroonland und die Finland zwei Jahre später bei William Cramp and Sons in Philadelphia. Der Stapellauf der Vaderland fand am 12. Juli 1900 statt. Offizieller Eigner war die American Line, registriert war das Schiff bei der International Navigation Company, genutzt wurde es von der Red Star Line. Diese Reedereien gehörten zu einem Unternehmen. Die Vaderland und die Zeeland waren die ersten Neubauten für die Red Star Line seit der Friesland von 1889.
Das 170,94 Meter lange und 18,34 Meter breite Schiff war mit zwei Schornsteinen, vier Masten und einem Doppelpropeller ausgestattet. Die Vierfachexpansions-Dampfmaschinen konnten das Schiff auf bis zu 15 Knoten (27,8 km/h) beschleunigen. Die Passagierunterkünfte waren für 342 Reisende der Ersten, 194 der Zweiten und 626 der Dritten Klasse konzipiert. Am 8. Dezember 1900 lief die Vaderland in Antwerpen zu ihrer Jungfernfahrt nach New York über Southampton aus. Dies war die traditionelle Route der Red Star Line. Zwischen dem 11. Dezember 1901 und dem 2. April 1902 unternahm der Dampfer unter der Charter der American Line (American Steamship Company, Philadelphia) drei Überfahrten von Southampton über Cherbourg nach New York.
Am 16. Mai 1903 lief die Vaderland wieder unter belgischer Flagge in Antwerpen nach New York aus. Zur letzten Fahrt auf dieser Strecke legte sie am 25. Dezember 1914 ab. Ab dem 22. September 1914 dampfte das Schiff unter britischer Flagge für White Star-Dominion für drei Fahrten auf der Route Liverpool–Halifax–Portland. 1915 wurde die Vaderland zu einem Truppentransporter umgewandelt und in Southland umbenannt, da ihr Name dem deutschen Wort Vaterland zu ähnlich war.

## Im Ersten Weltkrieg

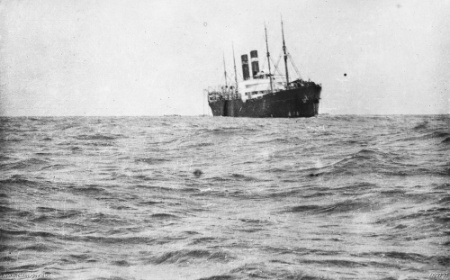
Das Schiff nach dem Torpedotreffer.

Der ehemalige Passagierdampfer wurde nach seiner Bestimmung zum Transportschiff im Mittelmeer eingesetzt, um vom 4. Juli bis zum 11. August 1915 Truppenteile des 6th Essex Regiment von Devonport (Devon) nach Gallipoli zu bringen. Danach beförderte sie die sechste Brigade des Australian 22nd Battalion, die zweite Division der First Australian Imperial Force (1st AIF), Mitglieder der Australian 23rd Battalion unter General James Gordon Legge mit seinem Stab sowie die 2nd Division Signals Company.
Am 2. September 1915 wurde die Vaderland etwa 30 Seemeilen vor der Insel Limnos in der Ägäis von dem deutschen U-Boot UB 14 torpediert. Das Schiff befand sich mit 1.400 Männern auf einer Einsatzfahrt von Alexandria nach Gallipoli. Um 9.45 Uhr ließ der U-Boot-Kommandant, Oberleutnant zur See Heino von Heimburg, einen Torpedo auf den Dampfer abschießen, der ein Volltreffer war. Die Vaderland wurde beschädigt, ging jedoch nicht unter und konnte bei Limnos auf Grund gesetzt werden.

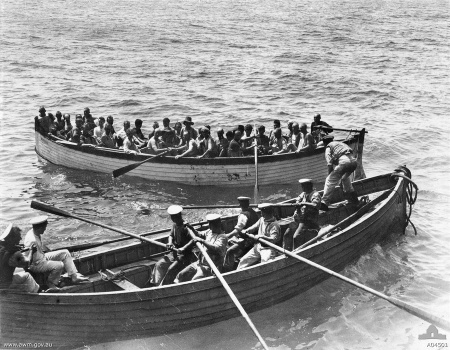
In den Rettungsbooten nach dem Torpedoangriff vom 2. September 1915.

40 Menschen kamen durch den Angriff ums Leben. Die Überlebenden, die teilweise bis zu vier Stunden im Wasser verbrachten, wurden von der Neuralia und der Ben-my-Chree aufgenommen und nach Moudros gebracht, wo sie zum Truppentransporter Transylvania transferiert wurden. Unter den Männern war der Soldat James Martin (1901–1915), der als jüngster Australier gilt, der im Kriegseinsatz ums Leben kam. Die Vaderland wurde von der HMS Racoon nach Moudros geschleppt und dort repariert. Der Angriff auf das Schiff wurde von dem australischen Marinemaler Frederick Leist unter dem Namen Sinking of the Southland festgehalten.
Nach der Reparatur ging das Schiff im August 1916 wieder an die White Star Line und wurde im Passagierverkehr von Liverpool nach Quebec und Montreal eingesetzt. Am 4. Juni 1917 wurde die Vaderland auf einer Fahrt von Liverpool nach Philadelphia 140 Seemeilen nordwestlich von Tory Island auf der Position 56° 10′ N, 12° 14′ W von dem deutschen U-Boot U 70 unter dem Kommando von Kapitänleutnant Otto Wünsche durch zwei Torpedos versenkt. Vier Besatzungsmitglieder kamen ums Leben.